# Jamila Abbas

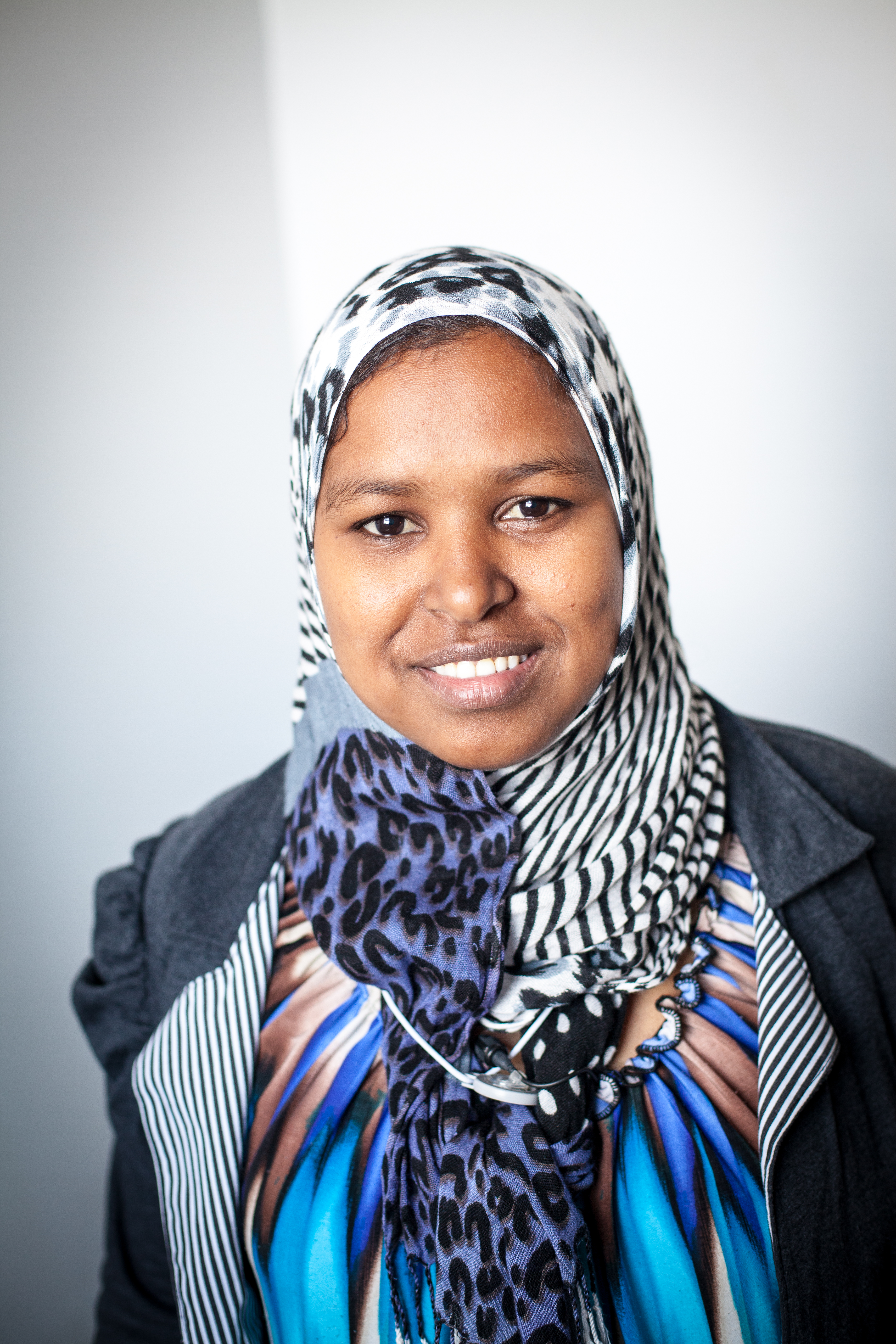
Jamila Abbas

Jamila Abbas (* 1984 in Kenia) ist eine kenianische IT-Expertin und Unternehmerin.

## Herkunft und Ausbildung
Jamila Abbas wurde 1984 in Kenia geboren. Sie studierte Softwaretechnik an der Strathmore University in Nairobi und schloss mit einem Bachelor of Science ab.

## Karriere
Nach ihrem Studium wurde Jamila Abbas beim Kenya Medical Research Institute (KEMRI) angestellt. Sie wurde Mitglied bei der Technologie-Vereinigung  iHub, die als Informationsbörse für Technikfreaks dient. Hier traf sie auch wieder auf ihre Studienkollegin Susan Oguya. Zusammen mit drei anderen Strathmore-Studentinnen, Linda Omwenga, Lillian Nduati und Catherine Kiguru, nahmen sie am IPO48 Competition 2011 teil, einem Wettbewerb zur Software-Entwicklung. Es gab 100 Teilnehmer, organisiert in siebzehn Teams. Die Aufgabe bestand darin, innerhalb von 48 Stunden ein marktfähiges Computerprogramm zu entwickeln.
Der Wettbewerb wurde von der 2010 von Estland aus gegründeten Technologieplattform HumanIPO organisiert. Im November 2011 gewannen die fünf Frauen den Wettbewerb mit ihrer M-Farm Application. Das Programm ermöglicht Kleinbauern die unkomplizierte Zusammenarbeit mit Händlern und Kooperativen und für ihre Produkte einen zeitnahen Marktzugang zu angemessenen Preisen. Das Preisgeld betrug 1 Million Kenia-Schilling (etwa 14.000 Euro).
Die Gruppe verwendete den Gewinn, um M-Farm Kenya Limited zu gründen. Jamila Abbas wurde CEO, Susan Oguya COO. Linda Omwenga und Catherine Kiguru übernahmen den Bereich Marketing und Lillian Nduati wurde für die Öffentlichkeitsarbeit zuständig. M-Farm bietet den Nutzern heute Informationen aus allen relevanten Bereichen der Landwirtschaft wie Maschinen, Saatgut, Wetter- und Börsenberichte.

## Sonstige Aktivitäten
Abbas ist Landesvorsitzende von New Vision Foundation, einer Non-Profit-Organisation mit Hauptsitz in Minneapolis im Bereich Bildungs- und Kultur-Arbeit.